# Tityus rufofuscus
Espèce
Tityus rufofuscus est une espèce de scorpions de la famille des Buthidae.

## Distribution
Cette espèce est endémique du Pará au Brésil,. Elle se rencontre vers Belém.

## Description
L'holotype mesure 61 mm.
La femelle décrite par Lourenço, Leguin et Cloudsley-Thompson en 2009 mesure 62,6 mm.

## Publication originale
- Pocock, 1897 : « Descriptions of some new species of scorpions o the genus Tityus, with notes upon some forms allied to T. americanus (Linn.). » Annals and Magazine of Natural History, sér. 6, vol. 19, p. 510-521 (texte intégral).